# 貝爾欽岩
62°31′37″S 60°24′26″W / 62.52694°S 60.40722°W
貝爾欽岩（Belchin Rock），是南極洲的岩石，它位於南設得蘭群島的利文斯頓島北部，處於西丁斯角東北面2.2公里和默爾塔角以北2公里，以保加利亞北部城鎮命名，現時由南極條約體系管理。